# Twierdzenie Gaussa-Markowa
Twierdzenie Gaussa-Markowa – twierdzenie statystyki mówiące, że estymator najmniejszych kwadratów jest (o ile jest on stosowalny) najlepszym (tj. mającym najmniejszą wariancję) estymatorem spośród liniowych, nieobciążonych estymatorów liniowego modelu regresji.

## Twierdzenie
Niech dany będzie model regresji liniowej, zapisany w notacji macierzowej:
{\displaystyle {\underline {y}}=X{\underline {\beta }}+{\underline {\varepsilon }},\quad ({\underline {y}},{\underline {\varepsilon }}\in \mathbb {R} ^{n},{\underline {\beta }}\in \mathbb {R} ^{K},X\in \mathbb {R} ^{n\times K}),}
tj.
{\displaystyle y_{i}=\sum _{j=1}^{K}\beta _{j}X_{ij}+\varepsilon _{i}\quad (i=1,2,\dots ,n),}
gdzie {\displaystyle \beta _{j}} są współczynnikami modelu, {\displaystyle X_{ij}} są zmiennymi objaśniającymi natomiast {\displaystyle \varepsilon _{i}} są zmiennymi losowymi błędu (nazywanymi czasami szumem). W przypadku modelu regresji ze stałą, wprowadza się dodatkowy współczynnik {\displaystyle \beta _{K+1}} oraz odpowiadającą mu kolumnę jedynek: {\displaystyle X_{i(K+1)}=1} dla wszelkich {\displaystyle i.}
Założenia twierdzenia Gaussa-Markowa:
- wartość oczekiwana szumu wynosi 0:

{\displaystyle {\mathsf {E}}[\varepsilon _{i}]=0} dla wszelkich {\displaystyle i.}
- homoskedastyczność: wariancje szumu istnieją i są równe:

{\displaystyle {\mathsf {Var}}(\varepsilon _{i})=\sigma ^{2}<\infty ,}
- szumy są parami nieskorelowane:

{\displaystyle {\mathsf {Cov}}(\varepsilon _{i},\varepsilon _{j})=0,\quad (i\neq j).}
Liniowy estymator {\displaystyle \beta _{j}} jest po prostu kombinacją liniową {\displaystyle y_{i}{:}}
{\displaystyle {\widehat {\beta }}_{j}=c_{1j}y_{1}+\ldots +c_{nj}y_{n},}
w której współczynniki {\displaystyle c_{ij}} nie zależą od {\displaystyle \beta _{j},} ale mogą zależeć od {\displaystyle X_{ij}.} Z definicji, estymator {\displaystyle {\widehat {\beta }}_{j}} jest nieobciążony, gdy
{\displaystyle {\mathsf {E}}\left[{\widehat {\beta }}_{j}\right]=\beta _{j}.}
Niech
{\displaystyle \sum \nolimits _{j=1}^{K}\lambda _{j}\beta _{j}}
będzie kombinacją liniową współczynników. Wówczas błąd średniokwadratowy odpowiadający takiemu oszacowaniu wynosi
{\displaystyle {\mathsf {E}}\left[\left(\sum _{j=1}^{K}\lambda _{j}\left({\widehat {\beta }}_{j}-\beta _{j}\right)\right)^{2}\right],}
Z uwagi na to, że rozważane tu estymatory są nieobciążone, błąd średniokwadratowy jest równy wariancji rzeczonej kombinacji liniowej. Najlepszym nieobciążonym estymatorem (ang. BLUE) jest wektor {\displaystyle \beta } o parametrach {\displaystyle \beta _{j},} którego błąd średniokwadratowy jest najmniejszy spośród wszystkich wektorów {\displaystyle \lambda } będących kombinacjami liniowymi parametrów. Równoważnie, macierz
{\displaystyle {\mathsf {Var}}\left({\widetilde {\beta }}\right)-{\mathsf {Var}}\left({\widehat {\beta }}\right)}
jest nieujemnie określona dla każdego liniowego, nieobciążonego estymatora {\displaystyle {\widetilde {\beta }}} (zob. uwagi o dowodzie). Estymator najmniejszych kwadratów (ang. OLS) to funkcja
{\displaystyle {\widehat {\beta }}=(X'X)^{-1}X'y}
zależna od {\displaystyle y} oraz {\displaystyle X} (gdzie {\displaystyle X'} oznacza transpozycję macierzy {\displaystyle X}). Funkcja ta minimalizuje sumę kwadratów błędów przypadkowych, tj.
{\displaystyle \sum _{i=1}^{n}\left(y_{i}-{\widehat {y}}_{i}\right)^{2}=\sum _{i=1}^{n}\left(y_{i}-\sum _{j=1}^{K}{\widehat {\beta }}_{j}X_{ij}\right)^{2}.}
Twierdzenie Gaussa-Markowa orzeka, że
estymator średniokwadraowy (OLS) jest najlepszym nieobciążonym liniowym estymatorem (BLUE).

## Dowód
Niech {\displaystyle {\tilde {\beta }}=Cy} będzie dowolnym liniowym etymatorem {\displaystyle \beta ,} gdzie {\displaystyle C=(X'X)^{-1}X'+D} a {\displaystyle D} jest {\displaystyle K\times n} niezerową macierzą. Zakładając nieobciążoność, najlepszy estymator nieobciążony to estymator o minimalnej wariancji. By zakończyć dowód należy wykazać, że wariancja {\displaystyle {\tilde {\beta }}=Cy} nie jest mniejsza od wariancji {\displaystyle {\widehat {\beta }},} tj. estymatora najmniejszych kwadratów.
{\displaystyle {\begin{aligned}{\mathsf {E}}\left[{\tilde {\beta }}\right]&={\mathsf {E}}[Cy]\\&={\mathsf {E}}\left[\left((X'X)^{-1}X'+D\right)(X\beta +\varepsilon )\right]\\&=\left((X'X)^{-1}X'+D\right)X\beta +\left((X'X)^{-1}X'+D\right){\mathsf {E}}[\varepsilon ]\\&=\left((X'X)^{-1}X'+D\right)X\beta &&{\mathsf {E}}[\varepsilon ]=0\\&=(X'X)^{-1}X'X\beta +DX\beta \\&=(I_{K}+DX)\beta .\end{aligned}}}
Oznacza to, że estymator {\displaystyle {\tilde {\beta }}} jest nieobciążony wtedy i tylko wtedy, gdy {\displaystyle DX=0.} W tym wypadku:
{\displaystyle {\begin{aligned}{\mathsf {Var}}\left({\tilde {\beta }}\right)&={\mathsf {Var}}(Cy)\\&=C{\mathsf {Var}}(y)C'\\&=\sigma ^{2}CC'\\&=\sigma ^{2}\left((X'X)^{-1}X'+D\right)\left(X(X'X)^{-1}+D'\right)\\&=\sigma ^{2}\left((X'X)^{-1}X'X(X'X)^{-1}+(X'X)^{-1}X'D'+DX(X'X)^{-1}+DD'\right)\\&=\sigma ^{2}(X'X)^{-1}+\sigma ^{2}(X'X)^{-1}(DX)'+\sigma ^{2}DX(X'X)^{-1}+\sigma ^{2}DD'\\&=\sigma ^{2}(X'X)^{-1}+\sigma ^{2}DD'&&DX=0\\&={\mathsf {Var}}\left({\widehat {\beta }}\right)+\sigma ^{2}DD'&&\sigma ^{2}(X'X)^{-1}={\mathsf {Var}}\left({\widehat {\beta }}\right)\end{aligned}}}
Macierz DD' jest nieujemnie określona, {\displaystyle {\mathsf {Var}}\left({\tilde {\beta }}\right)} dominuje zatem {\displaystyle {\mathsf {Var}}\left({\widehat {\beta }}\right)} poprzez macierz nieujemnie określoną (zob. uwagi o dowodzie).

### Uwaga o dowodzie
Powyższy dowód opiera się na równoważności warunku
{\displaystyle {\mathsf {Var}}\left({\tilde {\beta }}\right)-{\mathsf {Var}}\left({\widehat {\beta }}\right)\geqslant 0}
z tym, że najlepszym (tj. mającym minimalną wariancję) estymatorem {\displaystyle \ell ^{t}\beta } jest {\displaystyle \ell ^{t}{\widehat {\beta }}.} Zależność taka istotnie zachodzi. Niech {\displaystyle \ell ^{t}{\tilde {\beta }}} będzie dowolnym liniowym, nieobciążonym estymatorem {\displaystyle \ell ^{t}\beta .} Wówczas
{\displaystyle {\begin{aligned}{\mathsf {Var}}\left(\ell ^{t}{\tilde {\beta }}\right)&=\ell ^{t}{\mathsf {Var}}\left({\tilde {\beta }}\right)\ell \\&=\sigma ^{2}\ell ^{t}(X'X)^{-1}\ell +\ell ^{t}DD^{t}\ell \\&={\mathsf {Var}}\left(\ell ^{t}{\widehat {\beta }}\right)+(D^{t}\ell )^{t}(D^{t}\ell )&&\sigma ^{2}\ell ^{t}(X'X)^{-1}\ell ={\mathsf {Var}}\left(\ell ^{t}{\widehat {\beta }}\right)\\&=\operatorname {Var} \left(\ell ^{t}{\widehat {\beta }}\right)+\|D^{t}\ell \|\\&\geqslant {\mathsf {Var}}\left(\ell ^{t}{\widehat {\beta }}\right)\end{aligned}}}
W tym wypadku, równość zachodzi wtedy i tylko wtedy, gdy {\displaystyle D^{t}\ell =0.} Zachodzi wówczas
{\displaystyle {\begin{aligned}\ell ^{t}{\tilde {\beta }}&=\ell ^{t}\left(((X'X)^{-1}X'+D)Y\right)&&{\text{ }}\\&=\ell ^{t}(X'X)^{-1}X'Y+\ell ^{t}DY\\&=\ell ^{t}{\widehat {\beta }}+(D^{t}\ell )^{t}Y\\&=\ell ^{t}{\widehat {\beta }}&&D^{t}\ell =0\end{aligned}}}
Oznacza to, że równość zachodzi wtedy i tylko wtedy, gdy
{\displaystyle \ell ^{t}{\tilde {\beta }}=\ell ^{t}{\widehat {\beta }},}
co implikuje jedyność estymatora najmniejszych kwadratów (OLS) jako estymatora BLUE.